# Hans Heyse
Hans Heyse (* 8. März 1891 in Bremen; † 19. Oktober 1976 in Göttingen) war ein deutscher Philosophieprofessor.

## Leben
Sein nach dem Abitur 1910 begonnenes Studium der Philosophie in Heidelberg, Marburg und Leipzig wurde durch den Ersten Weltkrieg und eine lange französische Kriegsgefangenschaft unterbrochen. Hans Heyse wurde 1919 in der Schweiz promoviert; er habilitierte sich 1925 mit Unterstützung von Richard Hönigswald und wurde Privatdozent an der Universität Breslau. 1932 wurde er Professor (Kant-Lehrstuhl) an der Universität Königsberg. Zum 1. Mai 1933 trat er der NSDAP bei (Mitgliedsnummer 1.774.512). Von Dezember 1933 bis März 1935 war er Rektor der Universität Königsberg, bevor er 1935 als Nachfolger von Georg Misch nach Göttingen berufen wurde. Seine Berufung erfolgte maßgeblich unter der Maßgabe des neuen Führerprinzips gegen den Widerstand der Fakultät, die an erster Stelle Martin Heidegger, an zweiter Stelle Hermann Glockner in ihrer Vorschlagsliste genannt hatte. 1935 wurde Heyse in den wissenschaftlichen Ausschuss der historisch-kritischen Gesamtausgabe der Werke Friedrich Nietzsches im Nietzsche-Archiv in Weimar berufen. Ebenfalls 1935 übernahm Heyse kommissarisch (bis zur Einstellung der Aktivitäten 1937) auf Wunsch des Wissenschaftsministeriums im Einvernehmen mit dem Amt Rosenberg die Leitung der Kant-Gesellschaft. Dabei bekundete er die „feste Absicht, nicht nur mit der liberalen Vergangenheit der Kant-Gesellschaft zu brechen, sondern auch positiv dazu beizutragen, dem neuen nationalsozialistischen Wollen in der Philosophie und Wissenschaft zum Durchbruch zu verhelfen.“ 1937 war er Leiter der deutschen Delegation beim 9. Internationalen Kongress für Philosophie in Paris. In Volk und Hochschule im Umbruch schrieb er 1937: „Die neue deutsche Universität ... hat nur ein Gesetz: aus dem Urgrund unserer germanisch-deutschen Wirklichkeit heraus ... den tiefsten Absichten und Zielen des Führers des deutschen Volkes zu dienen“. 1938 wurde Heyse zum Präsidenten der Wissenschaftlichen Akademie des NS-Dozentenbundes an der Universität Göttingen ernannt. Im Jahr 1942 war Heyse neben Günther Lutz, August Faust und Ferdinand Weinhandl als Herausgeber an der Wiederbelebung der Kant-Studien als „Kant-Studien Neue Folge“ beteiligt. 1945 wurde Heyse amtsenthoben und 1953 offiziell emeritiert.
Heyses Spezialgebiete waren die griechische Philosophie, die kantsche Philosophie sowie die Geschichte der Philosophie. Nach Hans-Joachim Dahms trug Heyse in der NS-Zeit den Spitznamen „Parteigenosse Plato“.

## Werke
- Einleitung in die Kategorienlehre. Dissertation, Berlin 1921, 67 S.
- Der Begriff der Ganzheit und die Kantische Philosophie. Ideen zu einer regionalen Logik und Kategorienlehre. Reinhardt, München 1927
- Die Idee der Wissenschaft und die deutsche Universität: Rede, gehalten bei der feierlichen Übernahme des Rektorates der Albertus-Universität zu Königsberg, Pr., am 4. Dezember 1933. Königsberg 1934.
- Idee und Existenz, Hanseatische Verlagsanstalt, Hamburg 1935